# Баварская хроника императоров и пап
Баварская хроника императоров и пап (лат. Chronicon imperatorum et pontificum Bavaricum) — составленная в Баварии всемирная хроника, содержащая историю императоров (перечислены до 1291 г.) и пап (до 1238 г.). Хронист начал свои труд, по широко распространённой традиции, с библейской истории человечества, и сообщил сведения об европейских народах, среди которых упомянуты русы. Сохранилась в рукописи XIV в.
Имя автора неизвестно. Его пристальное внимание к истории и языку славянских народов позволяет предположить в нём славянина, который жил в Баварии, или немца, проживавшего недалеко от чешских земель и знавшего один из славянских языков. В своём сочинении хронист широко использовал многочисленные письменные памятники. Вместе с тем он привлёк материалы немецких саг и сказок, а также собственные познания в истории, языке и географии народов Европы, в том числе и славян.

## Издания
- Chronicon imperatorum et pontificum Bavaricum / ed. G.Waitz // MGH, SS, XXIV, 1879, p. 220—225[3].

## Переводы на русский язык
- Баварская хроника императоров и пап — относящиеся к Руси фрагменты «Хроники» в переводе М. В. Свердлова на сайте Восточная литература